# Moundou
Moundou est la deuxième ville du Tchad et la capitale économique, située au sud du pays. Chef-lieu de la région du Logone-Occidental et du département du lac Wey, elle compte plus de 120 000 habitants lors du recensement de 2015.

## Géographie
Situé à l'extrémité sud-ouest du pays, à 470 km au sud de la capitale N'Djamena, la ville est construite sur la rive gauche au nord du Logone à proximité du Lac Wey.

## Histoire
Moundou, benjamine de toutes les villes du Tchad, est fondée en 1924 par l'administrateur colonial français Joseph-François Reste,. Le premier plan cadastral de la ville de Moundou a été confectionné le 2 février 1926, en l'absence de matériaux pour les levées topographiques importantes, la canalisation a été orientée vers le fleuve, en croyant que la pente naturelle se dirigerait vers le fleuve alors qu’en réalité, le niveau du fleuve est plus haut que le niveau de la ville. « Chaque fois qu’il y a crue, toutes les eaux du Logone se déversent vers le lac Wey (à l’Ouest), qui à son tour envahit la ville et inonde entièrement Moundou », a expliqué le maire de la ville, Laoukein Kourayo Médard .
En 1926, la Société des cotons du Congo installe une usine d'égrenage à Moundou, cette société cotonnière prend par la suite le nom de Cotonfran, puis à partir de 1972, CotonTchad. 1927 marque ainsi le début de la diffusion de la culture cotonnière de la région sud du Tchad.

## Économie
Égrenage et transformation du coton (huilerie, savonnerie) : Cotontchad. L'exportation de coton était avant la découverte de pétrole la première source de devise du Tchad.

## Éducation
Moundou abrite plusieurs établissements scolaires.

### Lycées
- Lycée Adoum Dallah (public)
- Lycée de Djarabé (public)
- lycée technique commercial (public)
- Lycée de Belaba (public)
- Lycée de Doumbeur (public)
- Lycée communal (public)
- Lycée de Belle Vue (public)
- Lycée de Guelkol (public)
- Lycée technique industriel (public)
- Lycée collège Notre Dame du Tchad
- Lycée collège de la paix
- Lycée collège privé luthérien (LCPL)
- Lycée collège amitié de Moundou (LYCAM)
- Lycée collège source de développement
- Lycée collège Enfants Unis

### Enseignement supérieur
- IUTEM - Institut universitaire des techniques d'entreprise de Moundou (créé en 2002)
- Université de Moundou  crée le 5 mars 2008 par l'ordonnance n° 013/PR/2008.
- Université catholique d'Afrique Centrale (créée en 2022)
- École provinciale de santé.
- École normale des instituteurs.
- Et plusieurs autres écoles privées de formation sanitaire.

## Lieux de culte

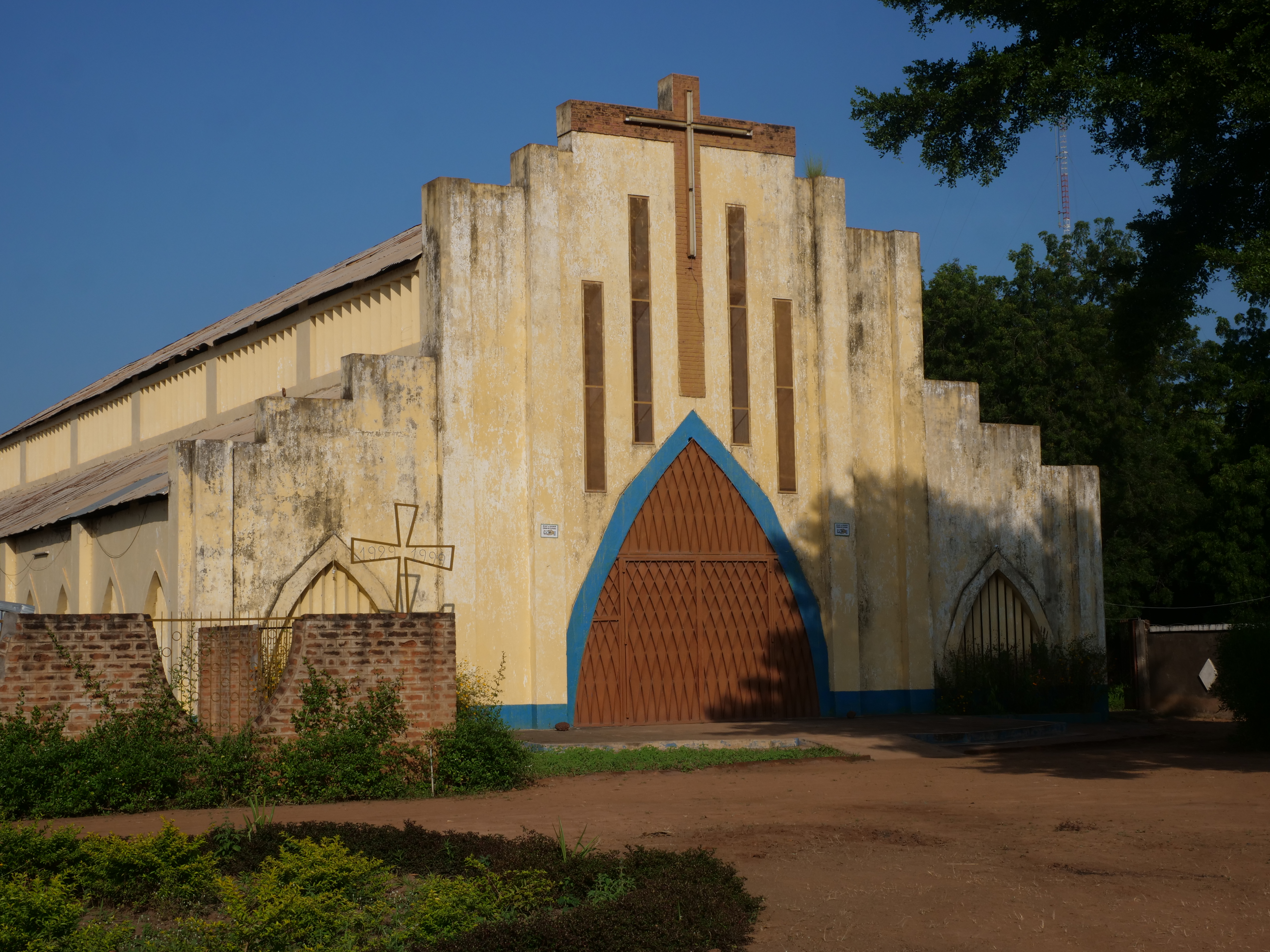
Cathédrale de la ville de Moundou au Tchad

Parmi les lieux de culte, il y a principalement des mosquées musulmanes . Il y a aussi des églises et des temples chrétiens : Diocèse de Moundou (Église catholique), Église évangélique au Tchad, Assemblées chrétiennes au Tchad (Assemblées de Frères).

## Administration
Moundou est divisée quatre arrondissements et 20 quartiers :
| Arrondissement     | Quartiers (nbre) | Noms des quartiers                                           |
| ------------------ | ---------------- | ------------------------------------------------------------ |
| 1er arrondissement | 6                | Dombao • Doyon • Tayé • Bebandji • Koudjiriko • Ngara        |
| 2e arrondissement  | 4                | Baguirmi • Bornou • Guelbe • Haoussa                         |
| 3e arrondissement  | 5                | Dombeur • Guelkoura • Quinze ans • Doheri • Mbagué           |
| 4e arrondissement  | 5                | Mbombaya • Gueldjem • Dombeur 2 • Koutou Guelmbagué • Madana |

### Personnalités liées à Moundou
- Laoukein Kourayo Médard

## Galerie

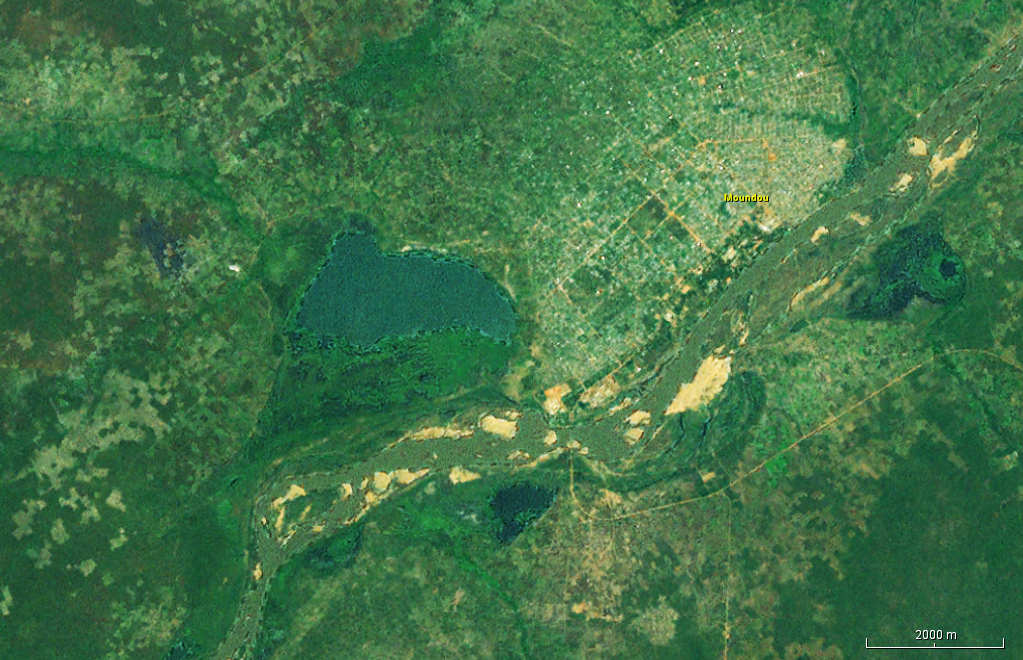
Moundou vue du ciel
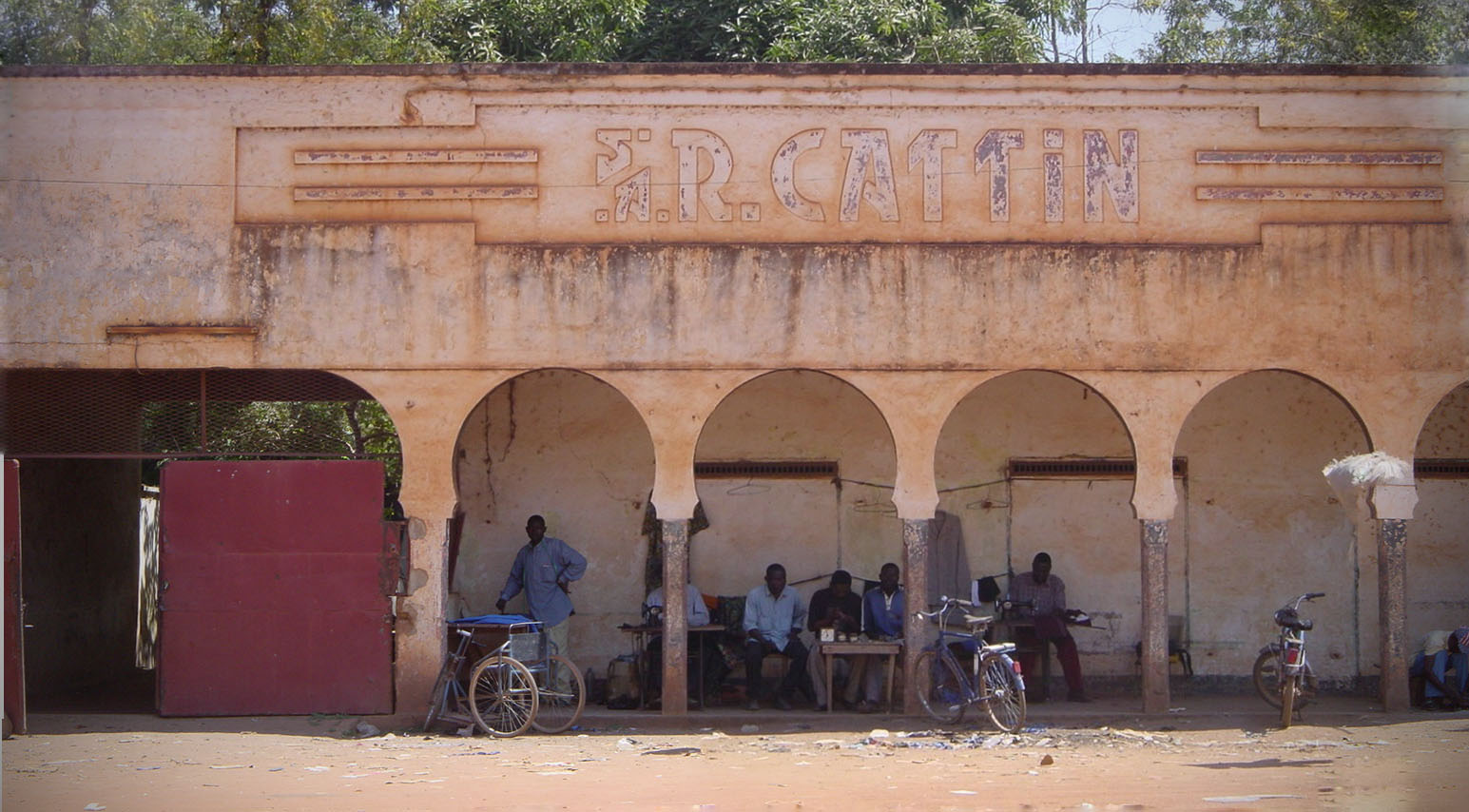
Un ancien bâtiment colonial à Moundou
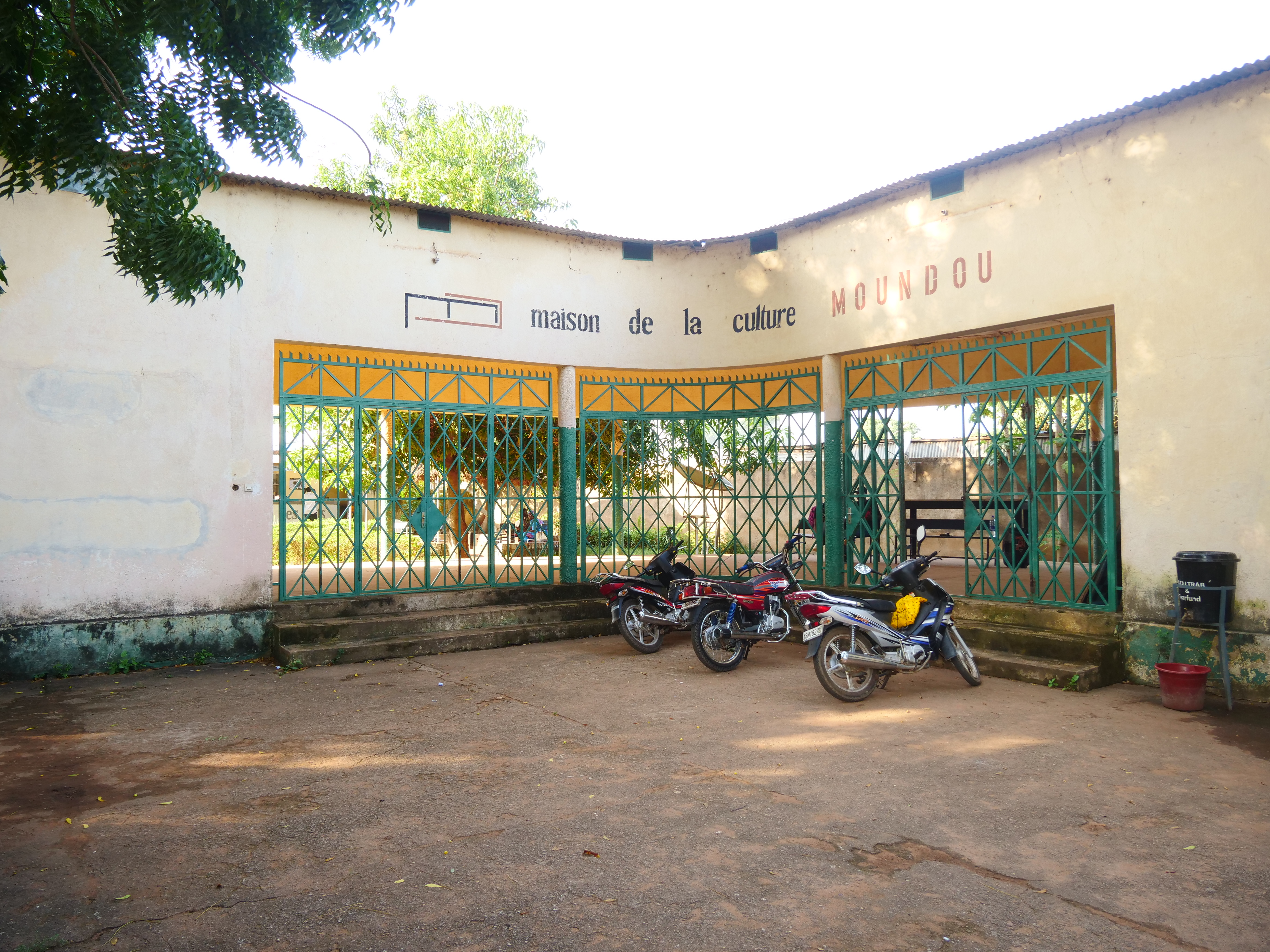
Maison de la culture de Moundou

## Jumelage
- Poitiers (France) depuis 1990[5]
- Shanghai (Chine) depuis 2007